# بقعة الحد

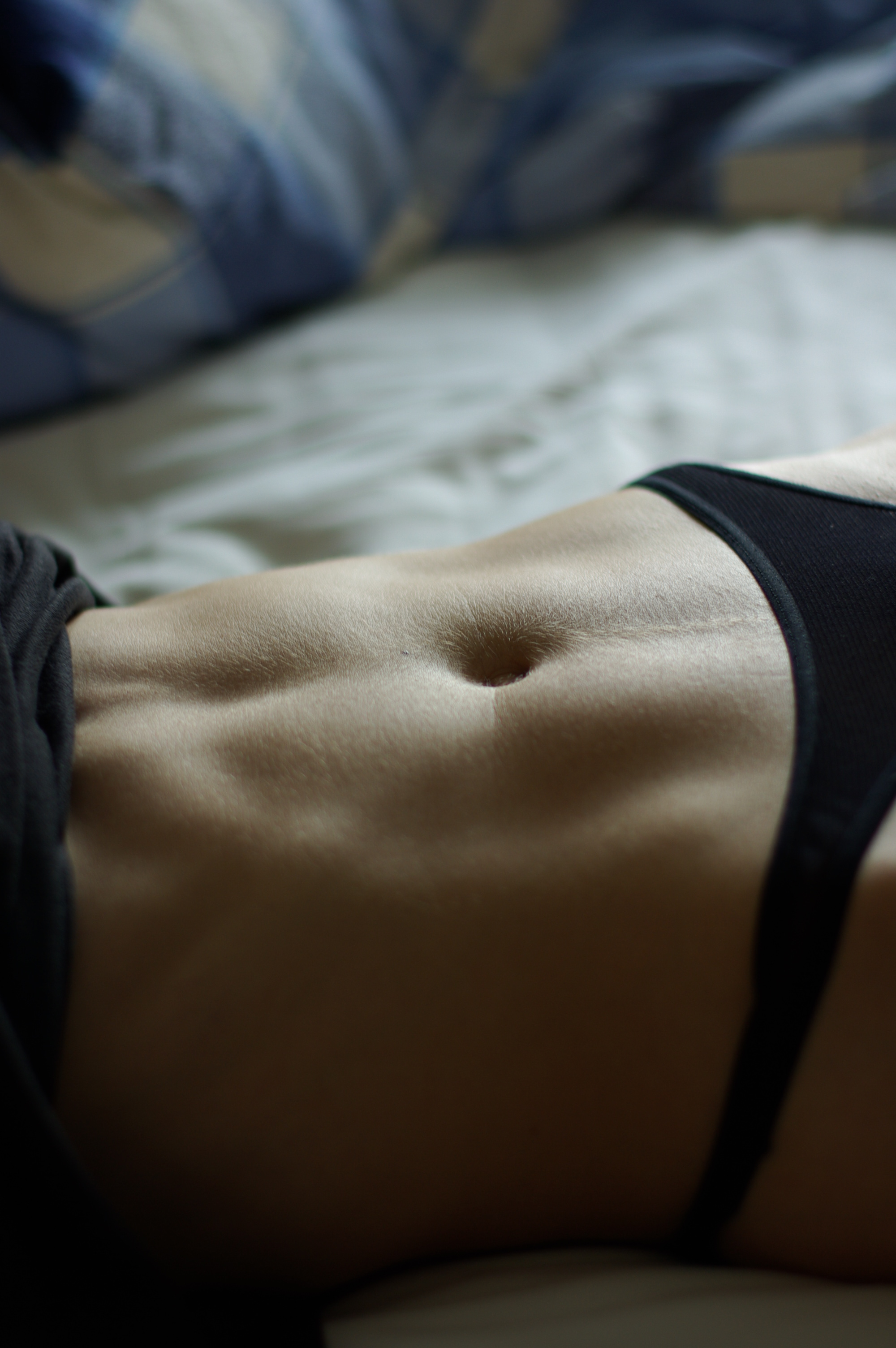

تعرف بقعة الحد بخفض الحد من الدهون في منطقة محددة من الجسم. ومن سوء الفهم أن من الممكن تحقيق خفض في الموقع من خلال ممارسة رياضة للعضلات المنشودة في منطقة معينة من الجسم، [بحاجة لمصدر] مثل ممارسة الضغط أو تمرين المعدة وذلك في محاولة لانقاص وزنه في أو حول أحد القسم الوسطي. المعلنون أحيانا اللعب على هذا المفهوم الخاطئ عند ممارسة الدعاية المنتجات ذات الصلة.